# Fukuda Ki-23
Il Fukuda Ki-23 (キ 23?) fu un aliante biposto e monoplano ad ala alta, sviluppato dall'azienda aeronautica giapponese Fukuda Light Aeroplane Manufacturing Works nei tardi anni trenta e rimasto allo stadio di prototipo.
Realizzato per rispondere a una specifica dell'Esercito imperiale giapponese per un nuovo modello di aliante da addestramento con cui dotare i reparti dal Dai-Nippon Teikoku Rikugun Kōkū Hombu, la propria componente aerea, non riuscì a soddisfare le aspettative della commissione esaminatrice e il suo sviluppo venne cancellato. Pur non accettato per il servizio militare il modello, con la denominazione Koshiki 6.2, venne introdotto sul mercato dell'aviazione civile con qualche successo commerciale.

## Tecnica
Il Ki-23 era un aliante di impostazione classica per il periodo, ala posizionata alta sulla fusoliera, realizzata con struttura in legno ricoperta da tela trattata, caratterizzato dalla cabina di pilotaggio biposto a sedili affiancati. Il dispositivo di atterraggio era composto da una coppia di pattini posizionati in coda e sul naso del velivolo e una singola ruota fissa, parzialmente sporgente sotto la fusoliera, integrata nella struttura all'altezza del bordo d'attacco alare, che
Il Ki-23 fu completato il 1 dicembre 1939 e consegnato all'Istituto di ricerca sulla tecnologia aeronautica dell'esercito imperiale giapponese, ma fu respinto dall'esercito imperiale giapponese.